# Lucius Furius Purpureo
Lucius Furius Purpureo war ein römischer Politiker und Feldherr, Konsul im Jahr 196 v. Chr.
Furius Purpureo stammte aus der patrizischen gens Furia. Sein bei den Furiern selten vorkommendes Cognomen Purpureo wird in Münzdarstellungen illustriert durch eine Purpurschnecke, bei den beiden gleichnamigen Münzmeistern des Geschlechts, Lucius (Münzmeister 150–139) und Lucius Furius Purpureo, (Münzmeister 137–134). 210 v. Chr. war L. Furius Purpureo Militärtribun, 200 v. Chr. Prätor in der Provinz Gallia cisalpina. In einer Schlacht besiegte er die aufständischen gallischen Insubrer und den Karthager Hamilkar, der versucht hatte, in diesem Teil Italiens einen Krieg anzuzetteln. Laut Titus Livius wurde Hamilkar dabei zusammen mit angeblich 35.000 Mann getötet.
196 v. Chr. wurde Furius Konsul mit Marcus Claudius Marcellus. Während seines Konsulates kämpfte er erneut gegen die Gallier und gelobte für den Fall seines Sieges die Stiftung eines Veiovistempels. 189 v. Chr. ging er zur Ordnung der Verhältnisse mit einer Zehnerkommission nach Kleinasien. 187 v. Chr. in Rom zurück, opponierte er gegen die Politik von Gnaeus Manlius Vulso und Lucius Cornelius Scipio Asiaticus. Später bewarb sich für 184 um die Censur, fiel aber durch. Danach wurde er 183 v. Chr. mit der Führung einer Gesandtschaft zu den oberitalienischen Kelten beauftragt.